# 筑波大学
筑波大学（日语：／ Tsukuba daigaku），簡稱筑大（／ Tsukudai）、筑波（／ Tsukuba）或筑波大（／ Tsukubadai），是一所本部位於茨城县筑波市天王台的日本國立大學，也是結合筑波研究學園都市的新型大學。前身為东京高等师范学校、东京文理科大学和东京教育大学，与广岛大学并称旧二文理大。
筑大與3名獲得的諾貝爾獎的學者有關聯，皆在該校历史上擔任過教職或行政職。2020年成为指定國立大學法人。

## 历史沿革
筑波大学是在1970年代大学竞争引起的大学改革过程中作为新型大学的试验校繼承1973年10月废止的東京教育大学之全部资产在筑波市创立的大学。东京教育大学的前身为東京高等师范学校、東京文理科大学、東京农業教育专门学校、東京体育专门学校等。
1970年5月，筑波研究學園都市建設法頒布。位于東京都文京区大塚的旧東京教育大学校舎用地，也归筑波大学所有管理，現在以社会人士为對象的「夜間大学院」就设於此地。用地的大约一半是文京区所捐赠，成为教育的森林公园。筑波校區佔地258公頃，是日本面積第二大的單一大學校園，僅次於九州大學伊都校區。
1973年10月1日，筑波大學開學。第一學群（人文學類、社會學類、自然學類）、醫學專門學群、體育專門學群、附屬圖書館設立。1975年，第二学群（比較文化学類、人类学類、生物学類、农林学類）、藝術专门学群设立。1976年 筑波大学附屬醫院設立。1977年，第三學群設立（社會工學類、情報學類、基礎工學類）。
1978年，東京教育大學关闭，筑波大学大學院博士課程社會工學研究科設立。1980年，大學院博士課程醫學研究科設立。1981年，大學院博士課程工學研究科設立。1983年，第三學群國際關係學類設立。1985年，第二學群日本語、日本文化學類設立。1989年，在東京設立社會人大學院。
1991年，第三學群工學系统學類設立。1994年，農林學類改稱生物資源學類。1995年，國際關係學類改組為國際綜合學類。1998年，基礎工學類改組為工學基礎學類。
2002年10月1日，與圖書館情報大學合併。圖書館情報專門學群及大學院博士課程圖書館情報媒體研究科設立，醫學專門學類改組為醫學類和護理、醫療科學類。2004年3月，圖書館情報大學關閉。
2004年4月1日，國立大學法人筑波大學成立。
日本文部科學省於2014年所成立的超級全球大學計畫，針對日本大學的海外國際化與合作、以及創新教學研究進行重點支援，計畫區分為「頂尖型」及「全球化牽引型」兩類。筑波大學被評選為「頂尖型」大學，獲得約48億日圓的補助。

## 教育组织
2020年4月1日，大學院全面改採學位學程制，將過去的8研究科下的85項專攻進行組織改造，變更為3學術院、6研究群與6獨立專攻，原組織將隨2019年以前入學的舊生在學期間與新組織併存運行。

### 人文社會商業科學學術院
- 人文社會科學研究群（學位學程：人文學、國際公共政策、國際日本研究）
- 商業科學研究群（學位學程：法學、經營學）
- 專門職業大學院
  - 法曹（司法人員）專攻（法科大學院）
  - 國際商管MBA專攻

### 理工資訊生命學術院
- 數理物質科學研究群（學位學程：數學、物理學、化學、應用理工學、國際創新材料）
- 系統資訊工學研究群（學位學程：社會工學、服務工學、風險防禦、資訊理工、智慧機能系統、資訊授權、生命創新生物資訊）
- 生命地球科學研究群（學位學程：生物學、生物資源科學、農學、生命農學、生命產業科學、地球科學、山岳科學、生命創新食品材料革新、生命創新環境控制、生命創新生物體分子材料）
- 国際合作專攻
  - 国際合作永續環境科學專攻

### 人類綜合科學學術院
- 人類綜合科學研究群（學位學程：教育學、心理學、障礙科學、諮商學、復健科學、前沿醫學、大眾衛生學、人類護理科學、公共衛生、營養科學、看護科學、體育科學、運動‧奧林匹克學、教練學、體育保健、藝術學、設計學、世界遺產學、醫學、資訊學、人類物理學、生命創新病態機構、生命創新創藥開發）
- 共同專攻
  - 體育國際發展學共同專攻
  - 大學體育運動高度化共同專攻
- 国際合作專攻
  - 國際合作食品材料健康科學專攻

## 中心
- 全国共同利用施設 
  - 計算科学研究中心
  - 粒子研究中心
- 学内共同教育研究施設 
  - 尖端学際領域研究中心(TARA)
  - 外国語中心
  - 体育中心
  - 农林技術中心
  - 陆地环境研究中心
  - 生命科学動物資源中心
  - 下田臨海實驗中心
  - 菅平高原實驗中心
  - 留学生中心
  - 基因實驗中心
  - 大学研究中心
  - 阳子线医学利用研究中心
  - Admission中心
  - 產学共同研究中心
  - 教育開發国際協力研究中心
  - 智能社区基础研究中心
  - 学際物質科学研究中心(TIMS)
  - 特別支援教育研究中心
  - 北非研究中心
  - 学際信息媒体中心
  - 研究基礎綜合中心
  - 保健管理中心
- 其它 
  - 理療科教員養成施設
  - 心理、心身障碍教育相談室
  - TLO (株)筑波研究所
- 附属学校教育局

## 附属学校
附属学校有11个。
- 小学校
- 驹場中学校・驹場高等学校（筑驹）
- 坂戶高等学校
- 中学校・高等学校（筑附）
- 盲学校
- 聾学校
- 桐丘护理学校（肢体不自由）
- 大塚护理学校（弱智）
- 久里濱护理学校 (自閉症)

随着平成16年4月1日国立学校设立法的廢止以及国立大学法人法的施行、国立久里濱护理学校成为筑波大学的附属学校。

## 国际排名
- QS世界大学综合排名：世界第260位/日本第11位（2019）[8]、第250位（2018）[9]

## 知名人物

### 教員
1965年諾貝爾物理學獎得主朝永振一郎，曾擔任筑大前身東京文理科大學、東京教育大學的校長、教授。1973年諾貝爾物理學獎得主江崎玲於奈，獲獎後擔任筑大校長、教授。2000年諾貝爾化學獎得主白川英樹，獲獎時為筑大名譽教授。2015年諾貝爾生理學或醫學獎得主大村智，曾是筑大前身東京教育大學的旁聽生。中西香爾是當時的教授。
- 松本孝次郎：教育学家。日本最早的儿童教育杂志的合作创刊人，日本特殊教育的先驱者，原东京高等师范学校总教习
- 岩崎洋一：素粒子物理学、仁科記念奖获奖、筑波大学校长、東京大学理学部毕业
- 小川泰：形の科学、物性理論毕、筑波大学名誉教授、東京教育大学毕业
- 梁成吉：素粒子物理学、1992年第6回日本IBM科学奖获奖、筑波大学助教授、2001年没、立教大学毕業
- 秋野豐：原筑波大学助教授、外交官
- 加藤澤男：筑波大学教授、原奥运会体操运动员
- 今井凌雪：書法家、筑波大学名誉教授、立命館大学毕业
- 小田晋：精神医学毕者、筑波大学名誉教授
- 椎貝博美：原山梨大学校长、筑波大学名誉教授
- 近藤都登：素粒子物理学、仁科奖获奖、筑波大学名誉教授、東京大学毕业
- 大貫惇睦：物性實験(重電子系)、仁科奖获奖、原筑波大学助教授、現大阪大学教授
- 舛本泰章：物性実験(半導体物理学)、IBM科学奖获奖
- 宇川彰：素粒子理論、仁科奖获奖
- 原康夫：素粒子理論、原筑波大学副校长
- 高野文彦：物性理論、原筑波大学副校长
- 小宮山真：人工触媒、IBM科学奖获奖、原筑波大学助教授、現東京大学教授
- 村上和雄：DNA学権威、筑波大学名誉教授
- 進藤榮一：政治学、筑波大学名誉教授
- 小泽俊夫：德国文学、筑波大学名誉教授
- 山本文彦：西洋画、二紀会常任理事、筑波大学教授、東京教育大学毕业
- 中西進：日本文学、大阪女子大学校长、原筑波大学教授
- 高津道昭：印刷设计、筑波大学教授、東京教育大学毕业
- 竹本忠雄：筑波大名誉教授、法国文艺騎士勋章、東京教育大学毕业
- 園部逸夫：法官、最高法院法官、原筑波大教授、京都大学毕业
- 小西甚一：日本文学比較文学、筑波大名誉教授、日本学士院会員、文化功勞者
- 土本武司：原检察廳检察官、筑波大学名誉教授、帝京大学教授
- 成合英樹：原子力安全基盤機構理事長、筑波大学名誉教授
- 岡崎誠 ：物性理論、筑波大学名誉教授、物理学著作众多
- 山本雅之：筑波大学教授、TARA中心、ERATO项目领头人
- 門脇和男：物性物理、筑波大学教授、21世紀COE负责人
- 山海嘉之：筑波大学教授、茨城大学工学部毕业、筑波大学大学院毕业
- 青木彰：原產經新聞评论员、总编辑、董事长、 筑波大学名誉教授、東京大学文学部毕业